# Martin Gould
Pour les articles homonymes, voir Gould.
Martin Gould est un joueur de snooker professionnel anglais né le 14 septembre 1981 à Harrow.
Après deux échecs en finale, il remporte son premier tournoi classé en 2016 au Masters d'Allemagne. Il reperd une nouvelle finale classée en 2020, lors du Masters d'Europe.

## Carrière

### Débuts professionnels
Gould commence sa carrière professionnelle en 2000, en jouant sur le circuit du challenge (Challenge Tour), la deuxième division du snooker mondial à l'époque. Il est relégué du circuit principal à la fin de la saison 2003-2004. De retour en 2007, Gould atteint les seizièmes de finale (3e tour) du trophée d'Irlande du Nord (Northern Ireland Trophy) grâce à une victoire contre Matthew Stevens 5-4.
Il gagne son premier match au championnat du monde en 2010, en battant Marco Fu 10 manches (frames) à 9. Qualifié pour les huitièmes de finale (2e tour), il devance Neil Robertson et mène 6-0, 11-5 puis 12-10. Malgré cette avance confortable, Gould s'incline dans la manche décisive (13-12).

### Premières performances et installation dans le haut du classement (2011-2014)
Durant la saison 2011-2012, il réalise son premier quart de finale dans un tournoi classé, à l'Open mondial (World Open), où il s'incline face à Peter Ebdon. C'est plus tard cette saison que Gould dispute sa première finale dans cette catégorie de tournoi, lors de la grande finale du championnat du circuit des joueurs (Players Tour Championship), pour laquelle il a obtenu sa qualification grâce à des performances régulières dans les tournois mineurs du championnat du circuit des joueurs, parmi lesquelles une finale perdue contre Dominic Dale lors du sixième tournoi. Il passe complètement au travers de sa finale face à Shaun Murphy contre qui il est battu 4-0. Cette saison est complète pour Gould qui remporte également le titre sur le tournoi du Power Snooker.

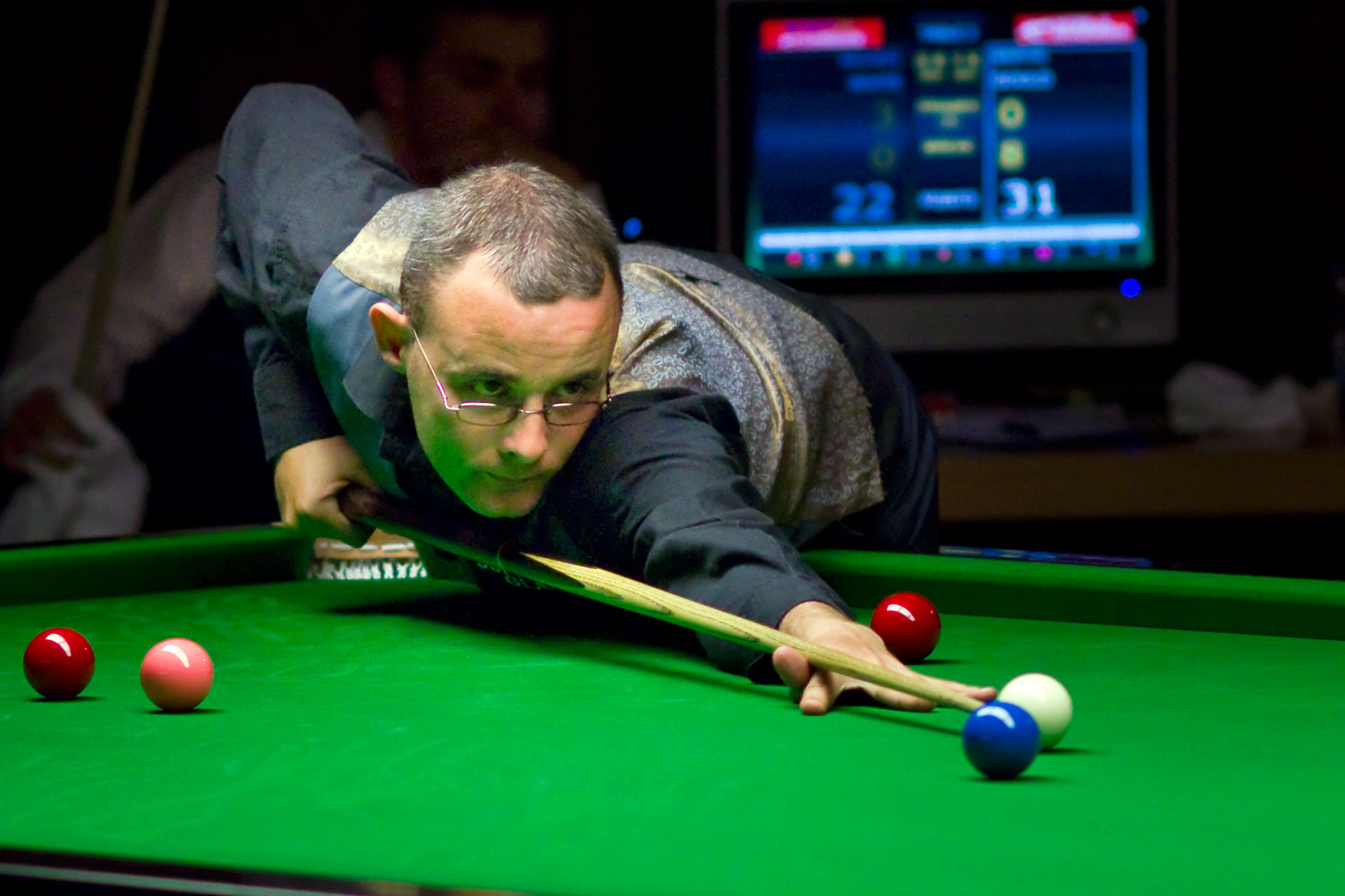
Martin Gould, 2011

En octobre 2011, Gould fait son entrée dans le top 16 mondial, mais ne réussit pas à s'y maintenir. Il remporte en 2012 son premier tournoi classé mineur, la 2e épreuve du championnat du circuit des joueurs qui s'est déroulé du 8 au 12 août à Gloucester. Il s'impose en finale 4 manches à 3 face à l'Écossais Stephen Maguire. Par la suite, Gould remporte deux tournois non classés : le Snooker Shoot-Out, face à Mark Allen et le championnat de la ligue, opposé à Ali Carter.
En 2012, il rallie un nouveau quart de finale en tournoi classé à l'Open d'Australie, mais ne parvient pas à aller au-delà. Après une saison 2013-2014 mitigée ; uniquement marquée par une défaite en finale du championnat de la ligue, il débute favorablement la saison suivante par une demi-finale au Classique de Wuxi (Wuxi Classic). Il s'impose de peu face à Stephen Maguire en quarts de finale (5-4), puis est éliminé sur le score de 6 manches à 4 par Joe Perry.

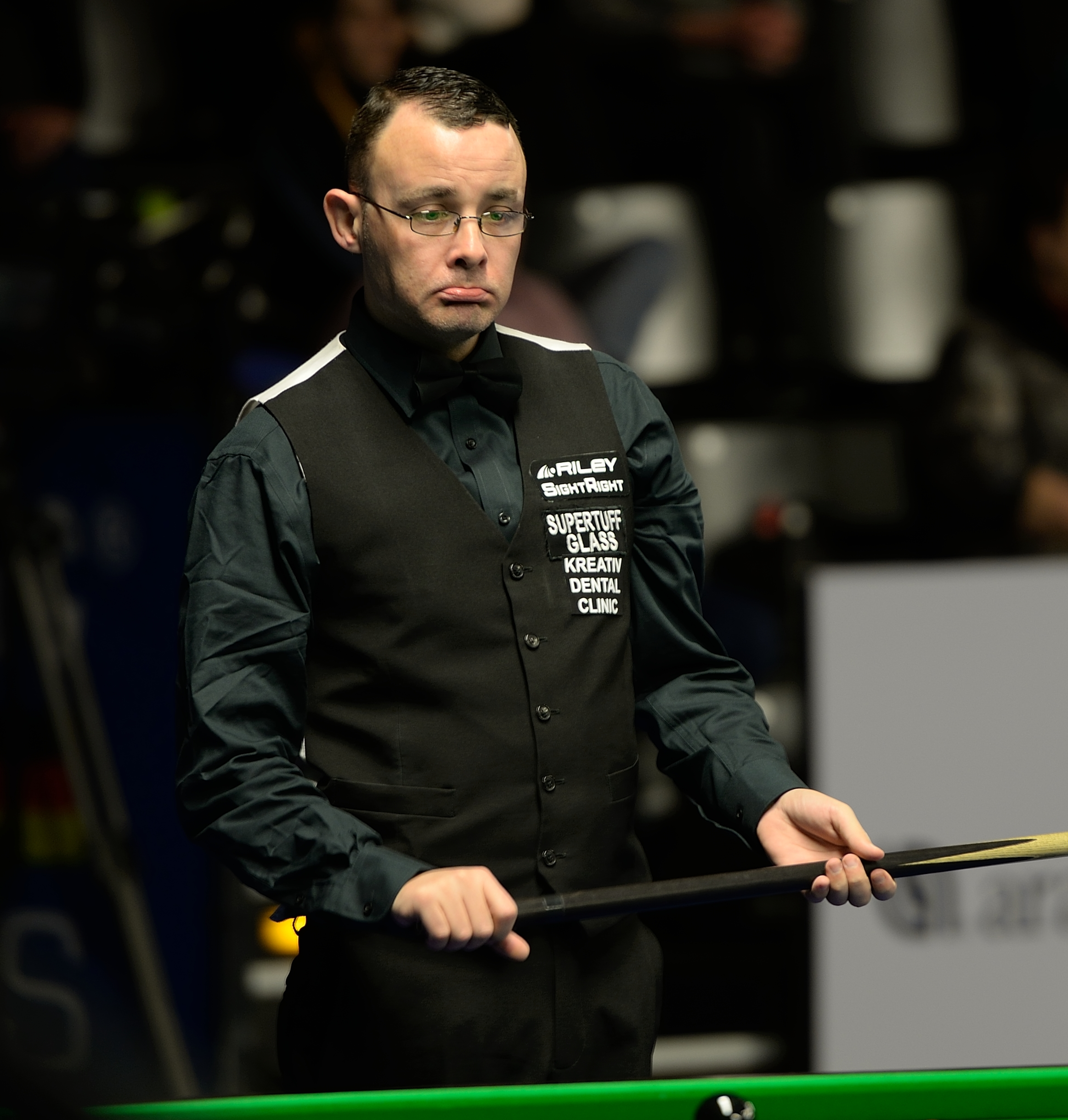
Martin Gould au Masters d'Allemagne 2015

### Premier titre majeur et meilleure saison (2015-2016)
La saison d'après est meilleure encore, Gould écrase Stephen Maguire 6-1 en demi-finale de l'Open d'Australie, pour atteindre la deuxième finale classée de sa carrière, qu'il perdra face à John Higgins 9 manches à 8. Il se hisse ensuite jusqu'en quarts de finale au championnat du Royaume-Uni. Gould est battu lors de la manche décisive par David Grace, malgré quatre manches d'avance.
Il continue sur sa lancée et s'adjuge sa première victoire classée au Masters d'Allemagne, en février 2016. Pour ce faire, Gould s'extirpe d'un tableau compliqué : il bat ainsi Mark Williams (13e joueur mondial), Judd Trump (5e) Graeme Dott (25e) et Luca Brecel, l'invité surprise de la finale, sur le score de 9 manches à 5. En fin de saison, il décroche sa place au Grand Prix mondial, et parvient à aller jusqu'en demi-finale du tournoi. Il y mène 5 à 1, mais finit par perdre contre celui qui remportera le tournoi, Judd Trump.

### Baisse de régime et renouveau (depuis 2017)

#### Manque de résultats et baisse importante au classement
Grâce à ses résultats solides de la saison précédente, il entame la saison 2016-2017 dans le top 16. Mais ce classement ne dure pas. En effet, malgré deux nouvelles demi-finales, au Masters d'Allemagne et au championnat international et deux quarts de finale au championnat du Royaume-Uni et au Masters de Shanghai, en 2017, Gould sort du top 32 à la fin de la saison 2017-2018. En début d'année 2019, il retriomphe sur le championnat de la ligue. Après avoir peu joué lors de la saison 2019-2020, il rectifie le tir et réalise un bon championnat du monde 2020, où il écrase Stephen Maguire, au premier tour (10 à 3). Malgré une défaite au tour suivant, il revient à la 53e place du classement, évitant ainsi un passage par la Q School pour conserver sa place sur le circuit professionnel.

#### Retour en forme (2020-2021)
En septembre 2020, Martin Gould s'engage dans le Masters d'Europe, tournoi qui s'était déjà tenu en janvier, mais qui a été programmé en septembre cette saison, en raison du COVID-19. Son premier match l'oppose au quadruple champion du monde, John Higgins, qu'il parvient à battre dans la manche décisive (5-4). Il profite ensuite d'un tableau assez ouvert, dominant Ian Burns, Jamie Clarke et Peter Devlin pour accéder aux quarts de finale, réalisant ainsi son premier quart en tournoi classé depuis 2017. Il y retrouve un homme en forme ; Yan Bingtao, et s'impose en manche décisive comme contre Higgins. Opposé au no 1 mondial en demi-finale, Gould réalise un match complet et arrive une fois de plus à s'en sortir (6-3) pour retrouver une première finale classée depuis son titre en Allemagne en 2015. Gould entre difficilement dans sa finale et voit son adversaire Mark Selby s'échapper à 4-0. L'Anglais se relâche et parvient à réégaliser à la fin de la première session (4-4). Lors de la deuxième session, le match est très équilibré et les deux joueurs se voient remporter les manches à tour de rôle jusqu'à 8-8 où Selby tire son épingle du jeu pour remporter la finale sur le score de 9-8. Cette finale permet à Gould de retrouver le top 40 mondial.
Au Grand Prix mondial de décembre, Gould réalise une performance assez remarquable contre Mark Allen. Après un début transcendant de la part du joueur nord-irlandais, avec un break de 142 points, Gould parvient à remonter une situation de 0-3, pour s'imposer (4-3). Il finira par s'incliner en quart de finale contre Judd Trump.

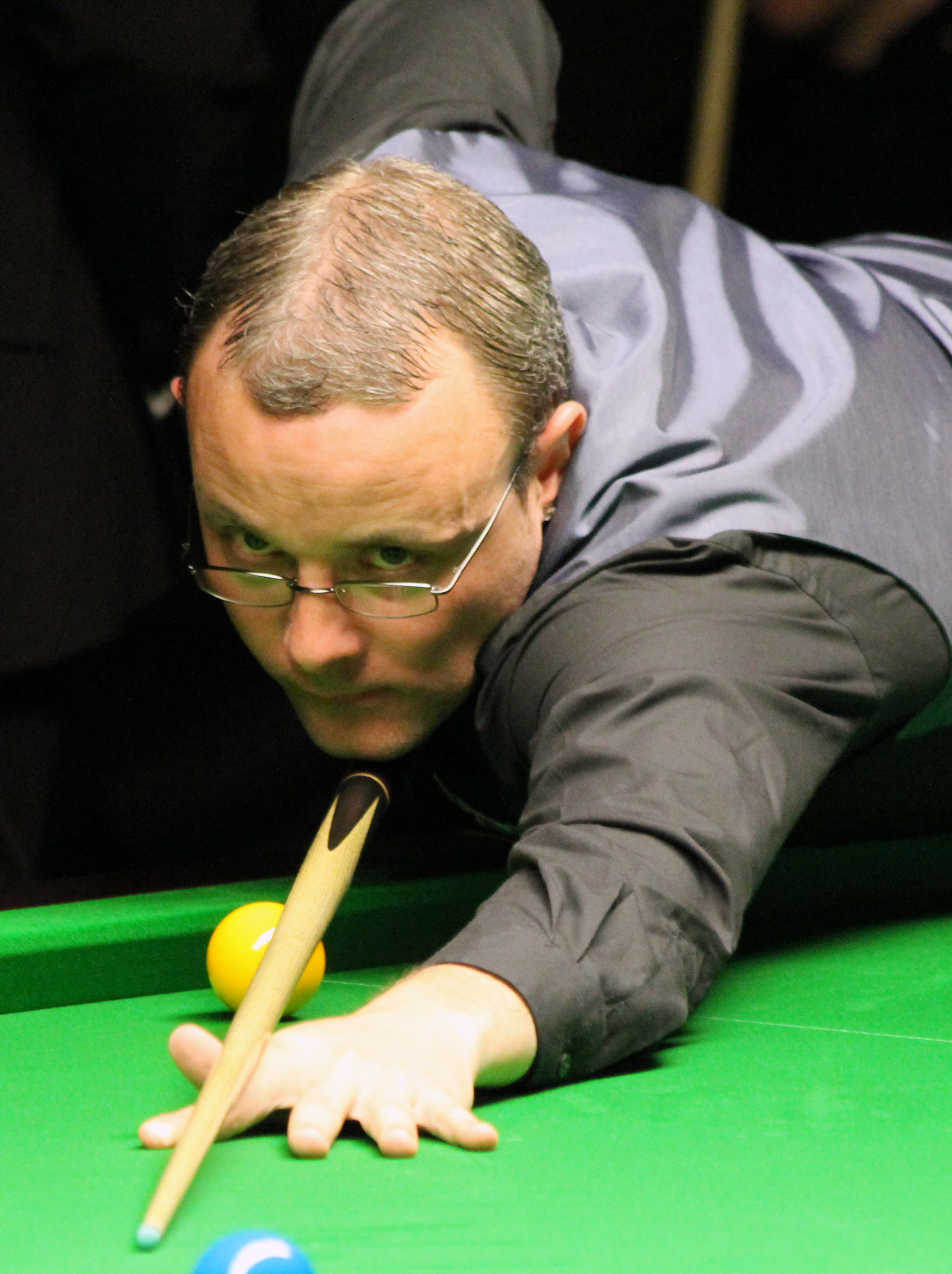
Martin Gould, 2012

## Palmarès
| Légende | Catégorie                      | Titres                         | Finales                        |
|         | Tournois classés               | 1                              | 3                              |
|         | Tournois classés mineurs       | 1                              | 4                              |
|         | Tournois non classés           | 3                              | 1                              |
|         | Tournois en équipes            | 0                              | 2                              |
|         | Tournois alternatifs           | 1                              | 1                              |
|         | Tournois amateurs              | 0                              | 1                              |
| Gras    | Tournois de la triple couronne | Tournois de la triple couronne | Tournois de la triple couronne |

### Titres
| Saison    | Nom du tournoi              | Lieu       | Finaliste         | Score  | Tableau |
| 2011-2012 | Power Snooker               | Manchester | Ronnie O'Sullivan | [ 22 ] |         |
| 2012-2013 | Épreuve 2 de Gloucester     | Gloucester | Stephen Maguire   | 4-3    | Tableau |
| 2012-2013 | Snooker Shoot-Out           | Blackpool  | Mark Allen        | 1-0    |         |
| 2012-2013 | Championnat de la ligue     | Stock      | Ali Carter        | 3-2    | Tableau |
| 2015-2016 | Masters d'Allemagne         | Berlin     | Luca Brecel       | 9-5    | Tableau |
| 2018-2019 | Championnat de la ligue (2) | Barnsley   | Jack Lisowski     | 3-1    | Tableau |

### Finales perdues
| Saison    | Nom du tournoi                                              | Lieu          | Finaliste                   | Score | Tableau |
| 2005-2006 | Séries internationales Pontins (épreuve 1)                  | Prestatyn     | Tian Pengfei                | 3-6   |         |
| 2009-2010 | Pro Challenge Series (épreuve à six billes rouges)          | Prestatyn     | Ken Doherty                 | 2-6   |         |
| 2010      | Championnat du monde par équipes mixtes (avec Pam Wood)     |               | Joe Perry Tatjana Vasiljeva | 2-3   |         |
| 2010-2011 | Épreuve 6 de Sheffield                                      | Sheffield     | Dominic Dale                | 3-4   | Tableau |
| 2011      | Championnat du monde par équipes mixtes (2) (avec Pam Wood) |               | Joe Perry Tatjana Vasiljeva | 2-3   |         |
| 2011-2012 | Épreuve 5 de Sheffield                                      | Sheffield     | Tom Ford                    | 3-4   | Tableau |
| 2010-2011 | Championnat du circuit des joueurs (épreuve finale)         | Dublin        | Shaun Murphy                | 0-4   | Tableau |
| 2013-2014 | Championnat de la ligue                                     | Stock         | Judd Trump                  | 1-3   | Tableau |
| 2014-2015 | Open de Bulgarie                                            | Sofia         | Shaun Murphy                | 2-4   | Tableau |
| 2015-2016 | Open d'Australie                                            | Bendigo       | John Higgins                | 8-9   | Tableau |
| 2015-2016 | Open de Gdynia                                              | Gdynia        | Mark Selby                  | 1-4   | Tableau |
| 2020-2021 | Masters d'Europe                                            | Milton Keynes | Mark Selby                  | 8-9   | Tableau |